# Вылкович, Георгий
Георгий Вылкович Чалыков — болгарский врач, политик и дипломат. Министр иностранных дел и религий Болгарии (1881—1883), председатель Государственного совета Болгарии (1883).
В 60-х годах XIX века был одним из ведущих хирургов в Константинополе. После освобождения Болгарии от османского владычества стал одним из лидеров Консервативной партии. Был дипломатическим представителем Болгарии в Османской империи, где был убит политическими противниками.

## Биография
Родился в 1833 году в Эдирне. Его отец происходил из богатого и влиятельного рода Чалыковых из Копривштицы. Вылкович начал обучение в Пловдиве, а в 1857 году окончил Военно-медицинское училище в Константинополе. После окончания училища работал хирургом и преподавал в Военно-медицинском училище. В 1860—1863 годах специализировался по хирургии в Париже, а в 1865 недолго служил главным врачом центральной больницы в Дамаске. В 1870—1871 работал директором константинопольский больницы «Хайдар-паша». В 1872 году Вылкович уже имел чин полковника Османской армии. С 1875 года член-корреспондент, а с 1884 года действительный член Болгарского литературного общества, ныне Болгарской академии наук. Во время сербско-турецкой войны в 1876 году возглавлял военный госпиталь в Нише и Софии. После начала русско-турецкой войны в 1877 интернирован в Дамаск, а после увольнения из армии вернулся в Болгарию.
В Болгарии Георгий Вылкович стал одним из лидеров Консервативной партии. В 1879 году был избран членом Учредительного собрания и вошёл в группу из двенадцати консерваторов, отказавшихся подписать подписать тырновскую конституцию. Был депутатом первого великого народного собрания (1879) и третьего народного собрания (1882—1883). В 1879 году был назначен руководителем Дирекции по сельскому хозяйству, торговле и общественным зданиям, а в 1881 году — директором почтовой и телеграфной службы Восточной Румелии. В период полномочий Баттенберга (1881—1883) был министром иностранных дел и религий и председателем Государственного совета (1883).
Во время сербско-болгарской войны 1885 года Георгий Вылкович был управляющим военных госпиталей. В 1886 служил директором Александровской больницы в Софии. В 1887 году был назначен дипломатическим представителем Болгарии в Константинополе и оставался на этом посту до самой смерти. Вылкович был одним из инициаторов политики, проводимой правительством Стефана Стамболова для улучшения положения болгар в Османской империи.
12 (24) февраля 1892 года Георгий Вылкович подвергся нападению наёмных убийц и скончался от ножевого ранения в живот два дня спустя. Похоронен в Пловдиве.